# Gio Dara
Gio Dara (ім'я при народженні — Гіоргі Дарахвелідзе, нар. 10 вересня 1997) — співак, автор і композитор, учасник шоу «Голос Країни» 2019, та Національного відбору на Євробачення 2020.

## Біографія
З народження проживав та навчався в Тбілісі (Грузія). У 2007 році переїжджає з батьками в Україну.
2009—2012 роки співає в хорі хлопчиків та юнаків Національної музичної академії України ім. П. І. Чайковського.
У 2014 році Закінчив Київську спеціалізовану школу № 89 та музичну школу № 27 за спеціальністю гітара.
4 лютого 2016 року співав у Центрі культури та мистецтв КПІ з оркестром «Lords of The Sound».
У 2018 році закінчив інститут міжнародних відносин при КНУ ім. Т. Г. Шевченка, факультет «міжнародне право». В інституті активно бере участь у всіх культурних та творчих заходах.

## Кар'єра
У лютому 2019 року стає учасником шоу «Голос Країни», потрапляє до команди Дана Балана.
Восени 2019 артист представив свій перший англомовний сингл «Feeling so Lost».
14 листопада 2019 року GIO DARA успішно провів свій перший сольний концерт в Bel Etage Music Hall, де музикант представив 12 авторських пісень.
У лютому 2020 року артист взяв участь у Національному відборі на Євробачення 2020, виконавши пісню «Feeling so Lost».
17 червня 2020 року випускає український сингл «Bezmezhno kokhaty» («Безмежно кохати»).31 серпня того ж року на цей сингл вийшов кліп.
28 листопада 2020 року GIO DARA випускає свій дебютний англомовний EP альбом «Higher». В альбом увійшли 4 ліричних треки.

## Сингли
- 2019 — «Feeling so Lost»
- 2020 — «Безмежно кохати»

## Альбоми
- 2020 — EP альбом «Higher»